# 강진 정약용 유적
강진 정약용 유적(康津 丁若鏞 遺蹟)은 대한민국 전라남도 강진군 도암면 만덕리에 있는, 조선시대의 실학자 정약용이 18년 동안 유배 생활을 하던 곳이다. 1963년 1월 21일 대한민국의 사적 제107호로 지정되었다. 다산초당(多山草堂)이라고도 하는데 원래 이 곳이 초가 형태를 보였다고 하여서 지어졌다.

## 개요
조선 후기의 실학자인 다산 정약용(1762∼1836) 선생이 유배되어 11년간 머물면서 많은 책을 저술했던 곳이다.
정약용은 여유당(與猶堂) 등의 여러 호를 가지고 있으며, 천주교 이름으로는 요한(Johan)이라 하였다. 정조의 총애를 한 몸에 받았으며, 유형원과 함께 수원성을 설계하고 거중기 등의 신기재를 이용하여 수원 화성을 쌓기도 했다. 정조가 죽자 신하들의 모함을 받아 투옥되어 유배되었고, 그 후 18년 간의 유배생활 동안 그는 많은 저서를 남겼다. 정약용의 사상은 한국사상의 원형과 직결된다고 할 수 있다.
이 곳에서 11년 동안 머물면서 『목민심서』와 『경세유표』, 『흠흠신서』를 비롯한 500여 권에 달하는 많은 저서를 남겼다. 그리고 이를 총정리한 『여유당전서』는 ‘철학’, ‘법제’, ‘종교’, ‘악경’, ‘의술’, ‘천문’,‘측량’, ‘건축’에 이르기까지 우리나라 장래에 도움이 될 학문의 방향을 제시하였다. 이는 세계적으로도 학술적 연구자료로 평가되고 있다.
옛 초당은 무너져서 1958년 강진의 다산유적보존회가 주선하여 건물이 있던 자리에 지금의 초당을 다시 지은 것이다. 작고 소박한 남향집으로 ‘다산초당’이라는 현판이 걸려 있다. 원래 만든 초당은 초가였으며 초당(草堂)이라는 이름도 풀로 만든 집 즉 초가를 뜻한다.
초당 뒤 언덕 암석에는 다산이 직접 깎은 ‘정석(丁石)’이라는 글자가 새겨져 있으며, 초당 왼쪽으로 자그마한 연못이 있다. 앞 뜰에는 차를 달였다는 ‘청석’이 있고, 한 켠에는 ‘약천(藥泉)’이라는 약수터가 있어 당시 다산의 유배생활을 짐작하게 한다.
초당 서쪽에는 다산의 제자들이 학문 수행을 했던 서암(西庵)이 있으며 동쪽에는 다산이 학문을 수양했다는 동암(東庵)이 있다.
유적 위로 가면 강진군의 고찰인 백련사로 갈 수 있는데 다산은 백련사에서 추사 김정희, 초의 선사와 대담했던 것으로 전해졌으며 불교 교리를 통해서 불학(佛學)에도 관심을 두었던 것으로 전해진다. 또 백련사 승려들과도 대담을 나누며 우의를 가졌던 것으로 전해진다.
유적 근처에는 천일각(天一閣)이 있는데 다산이 신안 흑산도로 유배를 갔던 둘째 형 정약전을 그리워하며 강진만을 바라봤던 흔적이 있다. 이 누각은 다산의 생전에는 존재하지 않는 누각인데 원래는 만덕산 자락에 있는 언덕이었지만 1975년 다산유적보존회에서 언덕에 지은 누각이다.

## 역사와 과정
1800년 다산을 아끼고 사랑했던 임금인 조선 정조가 승하하고 그의 아들인 23대 조선 순조가 즉위하였을 때인 1년 후 1801년(순조 1년) 신유박해가 일어나게 되고 서학(西學)으로 불리는 천주학에 관심을 두고있는 다산에게도 영향을 주게되어서 유학파(儒學派) 보수 관료들로부터 모함의 대상이 되었으며 동년에 천주교 신자인 황사영이 서학에 관련된 백서(帛書) 사건에 가담한 것으로 알려져서 다산도 서학에 입문한 이유로 당시 보수 유학파 관료들로부터 모함을 받아 전라도 강진으로 유배를 갔다.
처음에는 강진의 한 주막에 머무르게 되었는데 주막의 손님들이 죄인이 왔다고 하여서 기피하였던 와중에 유일하게 주막의 주모가 호의를 베풀어주자 그 곳에서 기거했던 주막을 사의재(四宜齋)라고 지어주었다.
그리고 강진에 있는 보은산방에 들리게 되어서 해남 대흥사의 주지로 있던 승려 혜장 선사를 만나면서 그와 인연을 맺으며 가르침을 받았다. 그러나 혜장 선사가 입적하게 되면서 제자로 있던 이청의 집에 들리게 되어서 제자인 이청의 도움을 받으며 지냈고 외가인 해남 윤씨들의 도움을 받아 현재의 강진 만덕산에 있는 초가에 머무르게 되었는데 그 곳이 바로 현재의 다산초당이다.

## 참고 자료
- 강진 정약용 유적 - 국가유산청 국가유산포털
- 이 문서에는 다음커뮤니케이션(현 카카오)에서 GFDL 또는 CC-SA 라이선스로 배포한 글로벌 세계대백과사전의 내용을 기초로 작성된 글이 포함되어 있습니다.